# مايكل سوانغو
جوزيف مايكل سوانغو (ولد في 21 أكتوبر 1954) هو قاتل متسلسل أمريكي وطبيب سابق، قدر تورطه في ما يصل إلى 60 حالة تسمم مميت لعدد من المرضى والزملاء، إلا أنه لم يعترف سوى بتسببه بأربع وفيات فقط. حكم عليه في عام 2000 بالسجن المؤبد ثلاث مرات متتالية دون إمكانية الإفراج المشروط، وهو يقضي محكوميته في سجن إيه دي إكس فلورنس الفدرالي شديد الحراسة.

## نشأته
ولد مايكل سوانجو في تاكوما بولاية واشنطن ونشأ في كوينسي بولاية إلينوي، كان الطفل الأوسط لموريل وجون فيرجل سوانغو. كان والد سوانغو ضابطًا في الجيش الأمريكي خدم في حرب فيتنام، وأدرج اسمه في لائحة «هوز هو إن غوفرنمنت» بين عامي 1972 و1973، وأدمن الكحول. لدى عودته من فيتنام، أصيب سوانغو بالاكتئاب وتطلق من موريل. خلال نشأته، قليلًا ما التقى سوانغو بوالده، ونتيجة لذلك كان أقرب لوالدته. تميز بجدارة في صفه بمدرسة كوينسي للبنين الكاثوليك الثانوية في عام 1972. خلال سنوات المدرسة الثانوية، عزف على الكلارينيت في فرقة المدرسة.
خدم سوانغو في فيلق البحرية حيث تخرج من تدريب المجندين في قوات مشاة بحرية في سان دييجو. تلقى تسريح مشرف في سنة 1980. لم يجند في أي نشاط خارج البلاد خلال سنوات خدمته، ولكن تدريبه في مشاة البحرية جعله ملتزمًا بالتمرين البدني. خارج أوقات دراسته، كان كثيرًا ما يهرول أو يؤدي تمرينات بدنية في حرم جامعة كوينسي، وكان معروفًا بتأديته تمارين الضغط كشكل من أشكال العقاب الذاتي عندما يتلقى انتقادًا من المدرسين. تخرج سوانغو من جامعة كويسني بدرجة شرفية ومنح جائزة الجمعية الكيميائية الأمريكية. بعد تخرجه، درس سوانغو في كلية الطب بجامعة جنوب إلينوي.
أظهر سوانغو سلوكًا مقلقًا خلال سنوات دراسته في جامعة جنوب إلينوي. رغم كونه طالبًا متفوقًا، إلا أنه فضل العمل بالخدمة على سيارة الإسعاف عوضًا عن التركيز على دراسته. لوحظ عنده نوع من الاستمالة تجاه المرضى الذين يموتون خلال تلك الفترة. عديد من مرضى سوانغو انتهت بهم الحالة على «رموز طوارئ المستشفى»، أو يعانون من حالات طارئة مهددة للحياة، إذ توفي منهم خمسة عالأقل دون ملاحظة من المحيطين.
لوحظ تكاسل سوانغو في دراسته قبل شهر من تخرجه، عندما اكتشف تزويره الفحوص خلال مناوبته على التدريب السريري في طب التوليد والنسائيات. شك بعض زملائه في أنه كان يقوم بتزوير الفحوصات في بداية عامه الثاني، ولكن هذه هي المرة الأولى التي يقبض عليه متلبسًا. كان بطرد، لكن سمح له بالبقاء عندما صوت أحد أعضاء اللجنة لمنحه فرصة ثانية. إذ إنه وقتئذ، كان ينبغي التصويت بالإجماع على فصل التلميذ. حتى أنه في وقت سابق، أثير القلق لدى عدد من التلاميذ وأعضاء هيئة التدريس بشأن كفاءة سوانغو في ممارسة الطب. في نهاية المطاف، أتاحت له الجامعة التخرج بعد سنة من التحاقه بزملائه في الفصل بشرط أن يكرر دورة التدريب السريري في طب التوليد والنسائيات، وإكمال العديد من الواجبات في تخصصات أخرى.

## جرائم القتل
رغم التقييم الضعيف الذي حصل عليه في رسالة من عميد جامعة جنوب إلينوي، حصل سوانغو على تدريب جراحي في المركز الطبي التابع لجامعة ولاية أوهايو في عام 1983، تبعته إقامة طبية في جراحة الأعصاب. وبينما كان يعمل في رودس هول في جامعة ولاية أوهايو، لاحظت الممرضات أن المرضى الأصحاء ظاهريًا بدأوا يموتون على نحو غامض بوتيرة تنذر بالخطر. في كل مرة، كان سوانغو متدربًا يعمل في الطابق نفسه. قبضت عليه إحدى الممرضات وهو يحقن «أحد الأدوية» بمريض أصبح لاحقًا مريضًا على نحو غريب.